# Fröbelschule (Oberweißbach)
Die Friedrich-Fröbel-Schule Oberweißbach wurde am 28. August 1939 in Oberweißbach, dem Geburtsort von Friedrich Fröbel, eröffnet. Eine Bronzeplatte mit seinem Bildnis wurde von dem Münchener Bildhauer Karl Goetz geschaffen und fand seinen Platz am Haupteingang der Schule. Bis zum Jahr 1945 war diese Schule eine Mittelschule, danach nur noch eine Grundschule bis zur 8. Klasse.
Im Jahre 1950 wurde die Friedrich-Fröbel-Schule für Schüler aus den umliegenden Orten Deesbach, Lichtenhain/Bergbahn und Cursdorf  Zentralschule für die 5. bis 8. Klassen. Ab 1952 wurde die Zentralschule wieder in eine Mittelschule umgewandelt, die das Zeugnis der mittleren Reife (ab 1954) erteilte. Daneben wurde mit dem Aufbau einer 12-jährigen Oberschule begonnen. Im Jahre 1957 wurde an der Friedrich-Fröbel-Oberschule das erste Abitur abgelegt. Die Schüler kamen aus dem ganzen Kreis Neuhaus am Rennweg.

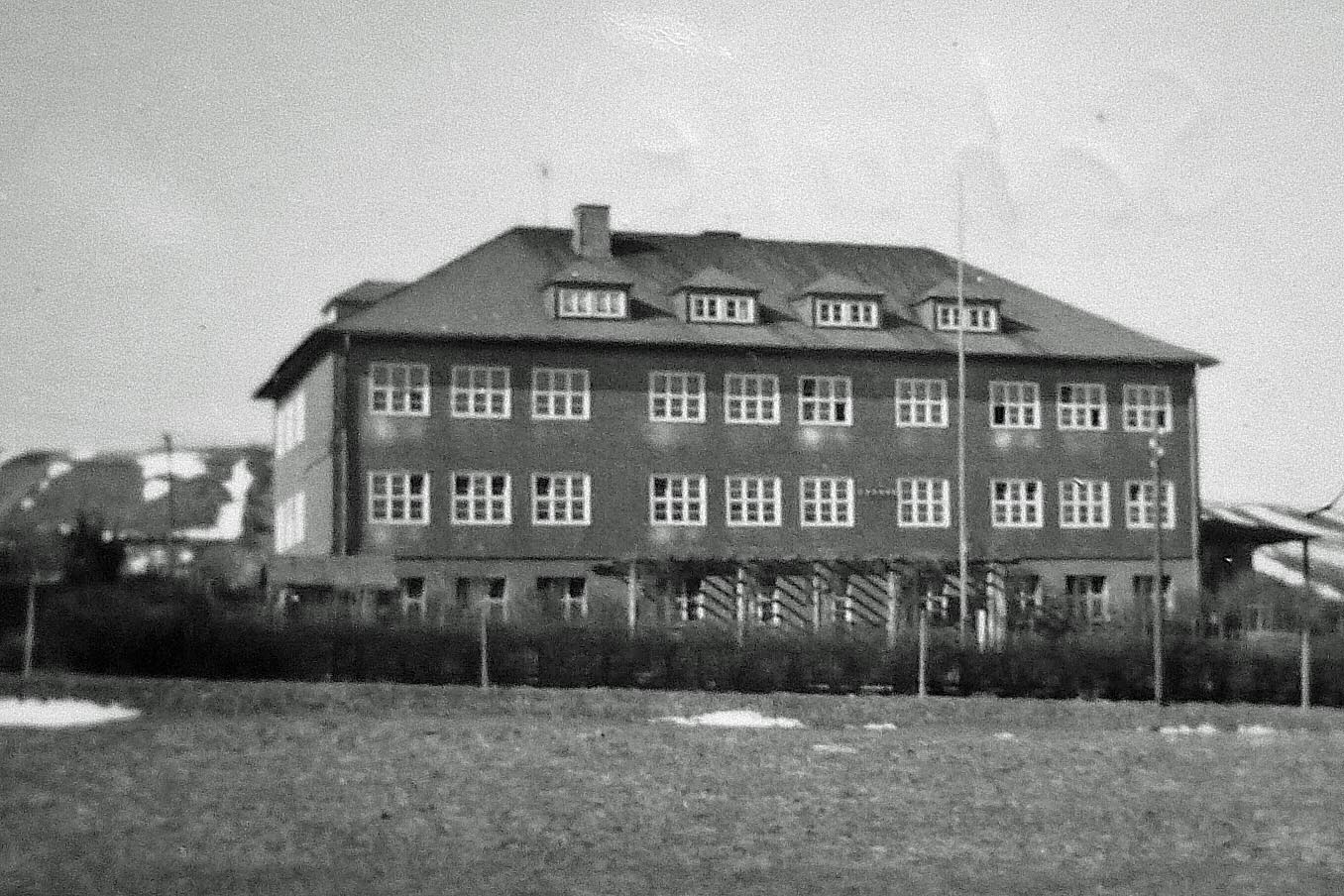
Friedrich-Fröbel-Oberschule Oberweißbach (Aufnahme von 1957)

Von 1957 bis 1974 wurde in dieser (später so genannten) Erweiterten Oberschule (EOS), entspricht dem heutigen Gymnasium, das Abitur
abgelegt. Danach wurde die Erweiterte Oberschule in die Kreisstadt Neuhaus verlegt. Die Fröbelschule in Oberweißbach blieb als Mittelschule bestehen. Im Jahre 1989 konnte das 50-jährige Bestehen der Friedrich-Fröbel-Schule Oberweißbach gefeiert werden.
Nach 1989/1990 gab es den Neubeginn eines demokratischen Schulwesens in der DDR und damit auch in Oberweißbach, 1990/1991 den Beginn des Aufbaus einer Regelschule mit neuen Lehrplänen und Schulbüchern, ab 1992 Regelschule „Friedrich Fröbel“ in Oberweißbach. Die Grundschule wurde von der Regelschule getrennt. Von 1996 bis 1998 wurde die Schule saniert, Fertigstellung 1999.